# همه عشقم
«همهٔ عشقم» (به انگلیسی: All my Loving) ترانه‌ای از گروه بیتلز است که برای اولین بار در سال ۱۹۶۳ در آلبوم همراه بیتلز منتشر شد. این ترانه اولین ترانه‌ای از آن‌ها بود که آمریکایی ها به صورت زنده اجرای آن را در فوریه ۱۹۶۴ در برنامهٔ اد سالیوان دیدند. این ترانه در ایالات متحده به صورت تک‌آهنگ منتشر نشد.

## ترانه
این ترانه را به هر دوی مک‌کارتنی و لنون نسبت می‌دهند، با وجود اینکه بیشتر ترانه را مک‌کارتنی نوشته بود و آغازی بود بر دورانی که بیتلزها به صورت جداگانه ترانه می‌سرودند.
این ترانه شنونده را از همان اول با عنصر امیدواری که یکی از شعارهای اصلی ترانه‌های اولیه بیتلز بود، تحت تاثیر قرار می‌دهد، در حالی که در پس گیتار سه‌گانه به سرعت در حال نواخته شدن است. این ترانه در عین حال ترکیبی از صداهای تلخ و شیرین است، که بیتلزها را با خوانندگان بعد از خودشان، که اقدام به تقلید از آن‌ها کردند، جدا می‌کند.